# Andra Day

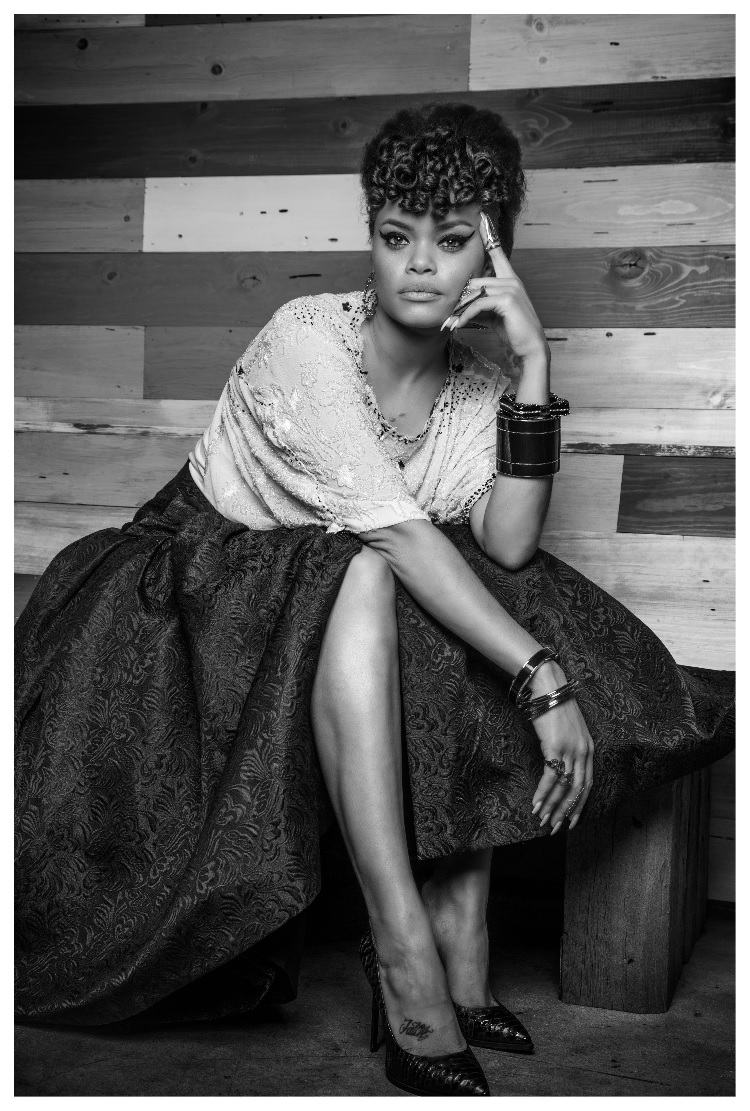
Andra Day (2016)

Andra Day (* 30. Dezember 1984 als Cassandra Monique Batie in Spokane, Washington) ist eine Soul- und R&B-Sängerin, Songwriterin und Filmschauspielerin. Für ihre Rolle in der Filmbiografie The United States vs. Billie Holiday erhielt Day im Rahmen der Oscarverleihung 2021 eine Nominierung als beste Hauptdarstellerin.

## Leben
Geboren in Spokane und aufgewachsen in San Diego besuchte Day die dortige Valencia Park Elementary School, wo sie ihren ersten Musikunterricht erhielt. Später sang sie in einem Kirchenchor und lernte an der San Diego School of Creative and Performing Arts Tanz und Musik. Mit Anfang zwanzig versuchte sie sich in ihrer Wahlheimat Los Angeles als Straßenmusikerin und coverte bekannte Titel von Lionel Richie bis Eminem, wodurch sie mehrere Hits in den Youtube-Charts landete. 2010 wurde sie von Stevie Wonder entdeckt, nachdem dieser Live-Aufnahmen eines ihrer Bühnenauftritte von seiner damaligen Ehefrau Kai Millard Morris bekommen hatte. Seither ist Wonder für sie Freund und Mentor zugleich. Mit Wonder produzierte Day auch gemeinsam einen Werbeclip, der vor Weihnachten 2015 im Fernsehen ausgestrahlt und millionenfach im Internet gesehen wurde.
Im Sommer 2015 ging Day mit Lenny Kravitz auf Tour. Im August wurde ihr erstes Studioalbum Cheers to the Fall veröffentlicht. Der mit Stevie Wonder befreundete Regisseur Spike Lee führte bei ihrem ersten Musikvideo zu Forever Mine Regie. Für ein Musikvideo zum Lied Rise Up, das im Mai 2016 erschien, wurde M. Night Shyamalan beauftragt, Regie zu führen. Im Juni 2016 sang Day gemeinsam mit John Legend im Rahmen der „Spike’s Guys Choice Awards“ das Tribut The Greatest of All Time für den kurz zuvor verstorbenen Muhammad Ali. Im Juli 2016 war Day in die von der ABC ausgestrahlten Musiksendung Greatest Hits eingeladen, wo sie gemeinsam mit Bonnie Raitt das von dieser 1995 geschriebene Lied Love Sneakin' Up on You sang. Im selben Monat war Day in der Late-Night-Show Inas Nacht eingeladen und hatte hierbei erstmals einen Auftritt in einer deutschen Fernsehsendung.
Ende Juli 2016 hatte Day einen Gesangsauftritt an der Democratic National Convention, dem Parteitag der amerikanischen Demokratischen Partei. Anfang August 2016 veröffentlichten Paramount Pictures und MGM das Musikvideo zu Days Song The Only Way Out, mit dem auch ein Trailer zum Ben Hur unterlegt war, der im August 2016 in die US-amerikanischen Kinos kam, das jedoch letztlich nicht Teil des Soundtracks zum Film wurde. Das Lied selbst, das Day gemeinsam mit Dave Wood geschrieben hatte, war bereits Ende Juli als Download erhältlich. Im September 2016 sang Day während des Eröffnungsspiels der NFL-Saison 2016 zwischen den Denver Broncos und den Carolina Panthers im Stadion die Nationalhymne der USA. Dieser Auftritt wurde von Kritikern kontrovers diskutiert.
Für sein im Herbst 2016 erscheinendes Album New York Rhapsody arbeitete der Pianist Lang Lang unter anderem mit Day, Herbie Hancock, Lindsey Stirling und Madeleine Peyroux zusammen. Im Film Marshall von Reginald Hudlin aus dem Jahr 2017 hatte Day einen Gastauftritt als Sängerin. Für den Soundtrack zum Film steuerte sie gemeinsam mit Common und Diane Warren den Song Stand Up for Something bei. Im November 2017 gab Day einige der Nominierungen im Rahmen der Grammy Awards bekannt. Auch ihr Song befand sich auf der Nominierungsliste.
In dem Biopic The United States vs. Billie Holiday von Lee Daniels erhielt Day die Titelrolle. 2021 wurde sie für ihre Leistung mit dem Golden Globe Award ausgezeichnet und für den Oscar nominiert. Im Sommer 2021 wurde Day Mitglied der Academy of Motion Picture Arts and Sciences.
Im Jahr 2024 übernahm sie eine weitere Filmrolle in der Künstlerbiografie Exhibiting Forgiveness von Titus Kaphar.

## Stil

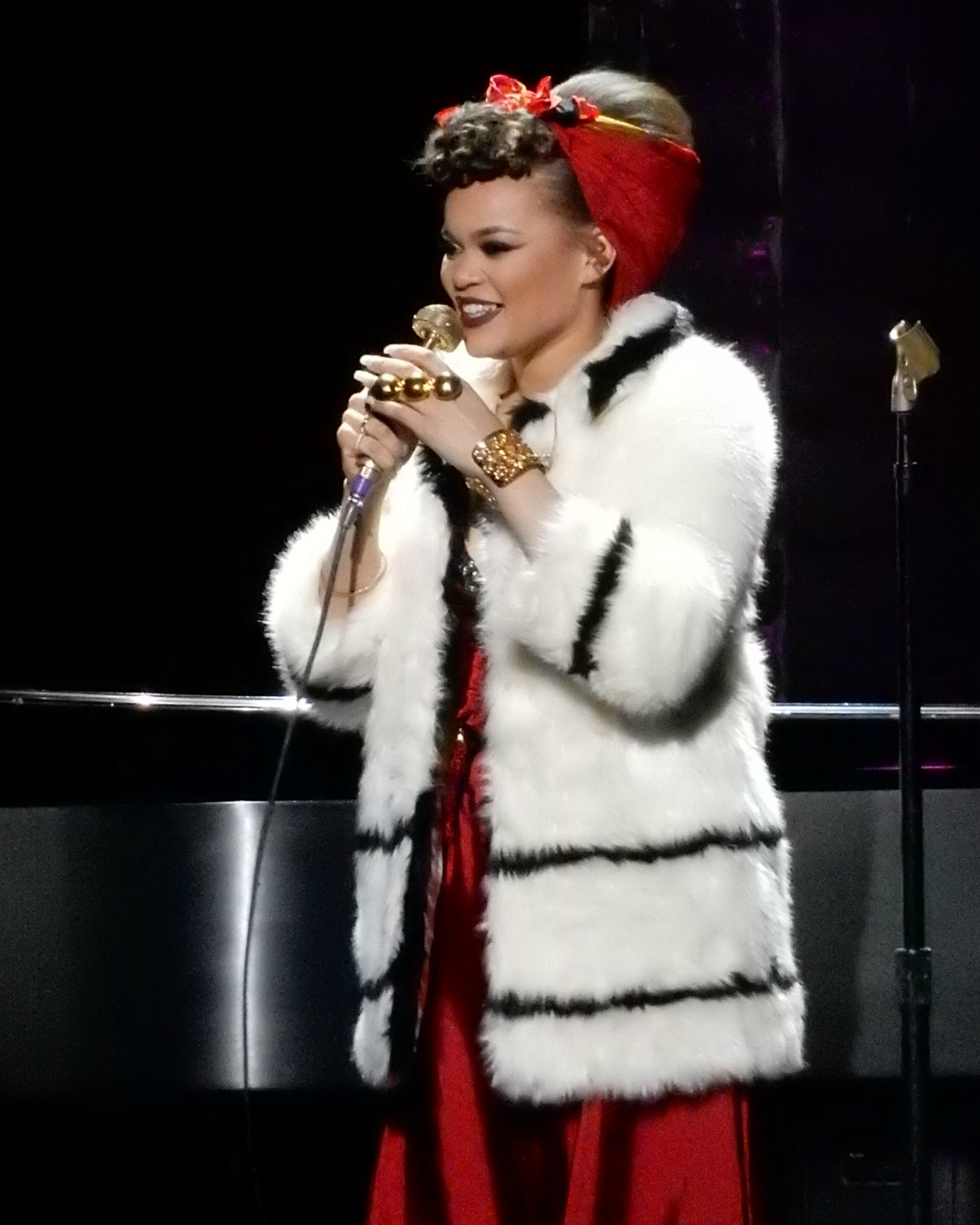
Andra Day, 2016

Day singt Contemporary R&B und Soul. Ihre Gestik und Bühnenperformance sind präzise einstudiert, was Kritiker an Etta James oder Ella Fitzgerald erinnert. Ihr Interesse für Rockmusik wurde von Janis Joplin und Jimi Hendrix beeinflusst, aber auch der Einfluss von Michael Jackson ist erkennbar, den sie gelegentlich bei Live-Performances covert. Zudem wurde sie von Billie Holiday und Nina Simone beeinflusst und lässt Elemente von Hip-Hop, vor allem West-Coast-Rap in ihre Musik einfließen.

## Erfolge und Auszeichnungen
Im Dezember 2015 erhielt Day im Rahmen der Grammy Awards 2016 zwei Nominierungen, eine für Rise Up als die Beste R&B-Darbietung und eine für Cheers to the Fall als Bestes R&B-Album. 2016 wurde Day auch als Beste Newcomerin bei den NAACP Awards nominiert. Das Ende Juli 2016 veröffentlichte Lied The Only Way Out, das Day zum Soundtrack des Films Ben Hur beisteuerte, landete in einzelnen Ländern in den iTunes-Charts. Im Oktober 2016 erreichte die Single Rise Up in den USA Goldstatus.
Für das von Diane Warren geschriebene Lied Stand Up for Something, das Day gemeinsam mit dem Rapper Common für den Film Marshall sang, wurde sie im Rahmen des Hollywood Film Awards 2017 mit dem Hollywood Song Award ausgezeichnet. Im Rahmen der NAACP Image Awards erhielt Day im gleichen Jahr Nominierungen in den Kategorien Beste Künstlerin und gemeinsam mit Common als Bestes Duo (beide für Stand Up for Something). Ende November 2017 folgte im Rahmen der Grammy Awards eine Nominierung in der Kategorie Best Song Written For Visual Media und Mitte Dezember 2017 eine Nominierung bei den Black Reel Awards als Bester Filmsong.
Black Reel Award
- 2021: Nominierung als Beste Hauptdarstellerin (The United States vs. Billie Holiday)
- 2021: Auszeichnung als Beste Nachwuchsdarstellerin (The United States vs. Billie Holiday)
- 2021: Nominierung als Bester Song (“Tigress & Tweed” für The United States vs. Billie Holiday)[27][28]

Critics’ Choice Movie Award
- 2021: Nominierung als Beste Hauptdarstellerin (The United States vs. Billie Holiday)

Golden Globe Award
- 2021: Auszeichnung als Beste Hauptdarstellerin (The United States vs. Billie Holiday)
- 2021: Nominierung als Bester Filmsong (“Tigress & Tweed” für The United States vs. Billie Holiday)[29]

Grammy Award
- 2022: Auszeichnung in der Kategorie Best Compilation Soundtrack for Visual Media (The United States vs. Billie Holiday)

Miami Film Festival
- 2021: Auszeichnung mit dem Art of Light Award for Acting[30]

Oscar
- 2021: Nominierung als Beste Hauptdarstellerin (The United States vs. Billie Holiday)

## Diskografie (Auswahl)

### Studioalben
| Jahr | Titel Musiklabel                                         | Höchstplatzierung, Gesamtwochen, AuszeichnungChartplatzierungen (Jahr, Titel, Musiklabel, Platzierungen, Wochen, Auszeichnungen, Anmerkungen) | Höchstplatzierung, Gesamtwochen, AuszeichnungChartplatzierungen (Jahr, Titel, Musiklabel, Platzierungen, Wochen, Auszeichnungen, Anmerkungen) | Anmerkungen                           |
| Jahr | Titel Musiklabel                                         | UK | US | Anmerkungen                           |
| ---- | -------------------------------------------------------- | --- | --- | ------------------------------------- |
| 2015 | Cheers to the Fall Buskin Records / Warner Bros. Records | — | US48 Gold · (7 Wo.)US | Erstveröffentlichung: 28. August 2015 |

### Singles
| Jahr | Titel Album                | Höchstplatzierung, Gesamtwochen, AuszeichnungChartplatzierungen (Jahr, Titel, Album, Platzierungen, Wochen, Auszeichnungen, Anmerkungen) | Höchstplatzierung, Gesamtwochen, AuszeichnungChartplatzierungen (Jahr, Titel, Album, Platzierungen, Wochen, Auszeichnungen, Anmerkungen) | Höchstplatzierung, Gesamtwochen, AuszeichnungChartplatzierungen (Jahr, Titel, Album, Platzierungen, Wochen, Auszeichnungen, Anmerkungen) | Anmerkungen                                                       |
| Jahr | Titel Album                | DE | UK | US | Anmerkungen                                                       |
| ---- | -------------------------- | --- | --- | --- | ----------------------------------------------------------------- |
| 2015 | Rise Up Cheers to the Fall | — | UK61 Platin · (6 Wo.)UK | US— ×4VierfachplatinUS | Erstveröffentlichung: 27. August 2015 Verkäufe: + 4.600.000       |
| 2015 | Someday at Christmas –     | DE66 (2 Wo.)DE | — | — | Erstveröffentlichung: November 2015 Stevie Wonder feat. Andra Day |

## Auszeichnungen für Musikverkäufe
| 2× Platin-Schallplatte - Neuseeland - 2024: für die Single Rise Up |

Anmerkung: Auszeichnungen in Ländern aus den Charttabellen bzw. Chartboxen sind in ebendiesen zu finden.
| Land/RegionAuszeichnungen für Musikverkäufe (Land/Region, Auszeichnungen, Verkäufe, Quellen) | Gold  | Platin     | Verkäufe  | Quellen          |
| -------------------------------------------------------------------------------------------- | ----- | ---------- | --------- | ---------------- |
| Neuseeland (RMNZ)                                                                            | —     | 2× Platin2 | 60.000    | radioscope.co.nz |
| Vereinigte Staaten (RIAA)                                                                    | Gold1 | 4× Platin4 | 4.500.000 | riaa.com         |
| Vereinigtes Königreich (BPI)                                                                 | —     | Platin1    | 600.000   | bpi.co.uk        |
| Insgesamt                                                                                    | Gold1 | 7× Platin7 |           |                  |

## Filmografie
- 2017: Marshall
- 2021: The United States vs. Billie Holiday
- 2021: We the People (Fernsehserie, 10 Folgen)
- 2024: Exhibiting Forgiveness
- 2024: The Deliverance